# Герб Орловского района (Кировская область)
Герб муниципального образования «Орловский район» — опознавательно-правовой знак, составленный и употребляемый в соответствии с правилами геральдики, служащий символом муниципального района «Орловский район» Кировской области Российской Федерации.

## Описание герба
Описание герба:
В серебре лазоревая волнистая левая перевязь и поверх всего — обращённый вправо и обернувшийся чёрный орёл с золотыми глазами, клювом и лапами, с распростёртыми крыльями, сидящий на золотом камне (камень положен в оконечности поверх края перевязи).

## Обоснование символики
Обоснование символики:
За основу герба Орловского района взят исторический герб уездного города Орлова Вятской губернии, Высочайше утверждённого 28 мая 1781 года, подлинное описание гласит: «Въ верхней части щита гербъ Вятскій, въ нижней — въ серебряном полъ, сидящій при ръкъ орелъ».
Центр района город Орлов, один из древних русских городов, основан в XII — XIII веках как небольшая крепость. Название района отражено центральной фигурой композиции герба — орлом, что в геральдике считается классическим способом создания герба. Орёл — символ победы, отваги, великодушия. Орёл, сидящий на камне, также символизирует бдительность и охрану.
Лазоревая перевязь указывает на реку Вятку.
Серебро (белый) в геральдике символизирует чистоту, мудрость, благородство, мир.
Золото (жёлтый) в геральдике символизирует прочность, великодушие, богатство.
Лазурь (синий, голубой) в геральдике - символ мира, искренности, чести, славы, преданности, истины и добродетели.
Чёрный цвет в геральдике символизирует благоразумие, мудрость, скромность, честность.

Таким образом, исторический герб города Орлова в полной мере отражает богатую историю района, а Орловский район является геральдическим правопреемником города и отнесение сохраняющего силу исторического городского герба 1781 года ко всему району вполне обосновано.

## История создания
- 26 марта 2004 — герб района утверждён решением Орловской районной Думы. В авторскую группу по созданию герба вошли: геральдическая реконструкция — Константин Мочёнов (Химки), художник — Роберт Маланичев (Москва), обоснование символики — Кирилл Переходенко (Конаково), компьютерный дизайн — Оксана Афанасьева (Москва)[2].
- Герб Орловского района Кировской области включён в Государственный геральдический регистр Российской Федерации под № 1390[1].